# Armand Frémont
Pour les articles homonymes, voir Frémont.
Armand Frémont, né au Havre (Seine-Inférieure) le 31 janvier 1933 et mort dans le 5e arrondissement de Paris le 2 mars 2019, est un géographe français.
Il est surtout connu pour être à l'origine du concept d'« espace vécu » en géographie, dans son ouvrage de 1976, La région, espace vécu. Cela a fait de lui un des moteurs de la géographie des perceptions et des représentations. Son concept d'« espace vécu » se rapproche de celui de territoire en tant qu'espace approprié. Il a aussi écrit de nombreux ouvrages de géographie régionale concernant la Normandie.

## Biographie
Armand Frémont est né au Havre (Seine-Inférieure) le 31 janvier 1933. Après des études au Havre, au lycée Malherbe de Caen et à l'École normale supérieure de Saint-Cloud, Armand Frémont devient agrégé de géographie et docteur en géographie de l'université Caen-Normandie en 1968. Il enseigne au lycée Carnot à Dijon (Côte-d'Or) (1956-1958), à l'université de Caen (1960-1981). De 1982 à 1984, il est directeur scientifique au CNRS pour les sciences humaines et sociales.
En 1975, Jean-Pierre Soisson, alors secrétaire d'État aux Universités, s'oppose à son élection à la présidence de l'université de Caen « grâce à une interprétation restrictive de la loi d'orientation de 1968 ». Il a cependant été vice-président de l'université de Caen.
Il est recteur des académies de Grenoble (1985-1989) et de Versailles (1991-1997), directeur de la programmation et de développement universitaire au ministère de l'Éducation (1989-1991) et président du conseil scientifique de la Délégation à l'aménagement du territoire et à l'action régionale, DATAR (1999-2002).

### Engagement politique
En 1977, Armand Frémont se présente aux élections municipales à Caen, sur une liste conduite par Louis Mexandeau, député PS du Calvados. Il y apparaît en tant que « personnalité de gauche ».

### Famille
Armand Frémont est le père d'Antoine Frémont, géographe spécialiste du transport maritime et de la mondialisation. Plusieurs membres de sa famille sont géographes ou professeurs. 
Armand Frémont meurt dans le 5e arrondissement de Paris le 2 mars 2019,,.

## Distinctions
- Commandeur de l'ordre national du Mérite (1996)
- Officier de la Légion d'honneur[5]

## Ouvrages
- Aimez-vous la géographie ?, Paris, Flammarion, 2005  (ISBN 9782082103114)
- Algérie : El Djazaïr : les carnets de guerre et de terrain d'un géographe, Paris, Maspéro, 1982  (ISBN 2-7071-1335-2)
- Atlas de la France universitaire, avec Robert Hérin, Direction de la programmation et du développement universitaire, Paris, Reclus, La Documentation française, 1992  (ISBN 2-11-002732-0)
- Atlas et géographie de la Normandie, Paris, Flammarion, 1984  (ISBN 2-08-201304-9)
- Bretagne, Normandie, Poitou, Vendée, Charentes, avec Roger Brunet, Paris, Larousse, 1972  (ISBN 2-03-013351-5)
- Caen 1900-2000 : un siècle de vie, avec Rémy Desquesnes, Fécamp, Éditions des Falaises, 2001  (ISBN 2-9507331-4-X)
- Désir de rivage : de Granville à Dieppe : le littoral normand vu par les peintres entre 1820 et 1945 : Ville de Caen, Musée des beaux-arts, 1er juin-31 août 1994, avec Alain Tapié et Alain Corbin, Caen ; Paris, Seuil, 1994  (ISBN 2-7118-3076-4)
- Espace et cadre de vie : l'espace vécu des Caennais, Caen, Université de Caen, 1978
- Esquisses peintes moments anonymes, Normandie 1850-1950, Caen, Musée des beaux-arts, 1988
- Europe : entre Maastricht et Sarajevo, Montpellier, Reclus, 1996  (ISBN 978-2-7011-2777-4)
- France : géographie d'une société, Paris, Flammarion, 1997  (ISBN 978-2-08-081388-6)
- Géographes, Paris, Flammarion, 1984 ISSN 0763-5966
- Géographie et action, l'aménagement du territoire, Paris, Arguments, 2005  (ISBN 2-909109-32-1)
- Géographie sociale, Paris/New York, Masson, 1984  (ISBN 2-225-80306-4)
- La Bretagne, avec Roger Brunet et Lucienne Brunet-Le Rouzic, Paris, Larousse, 1972
- La France : Bretagne, Normandie, Poitou, Vendée, Charente, avec Roger Brunet, Paris, Larousse, 1972
- La France et l'aménagement de son territoire : 1945-2015 avec Pierre Deyon, Paris, Dexia, 2000  (ISBN 2275018875 et 2911065190)
- La Géographie : 1984 images des sciences de l'homme, Paris, Centre national de la recherche scientifique, 1983
- La Mémoire d'un port : Le Havre, Paris, Arléa, 1997  (ISBN 2-86959-345-7)
- La Normandie, le Maine, avec Janine Dufour et Jean Gouhier, Paris, Larousse, 1972
- La Région, espace vécu, Paris, Flammarion, 1976  (ISBN 2-08-081429-X)
- Le Nouvel espace européen, avec Anne Frémont-Vanacore, Paris, La Documentation Française, 1993
- Le Pays d'Auge, avec Colette Muller, Caen, Institut national de recherches et de documentation, 1972
- Les Baskets de Charlotte Corday, Paris, Flammarion, 2003,  (ISBN 2-08-2100952)
- L'Élevage en Normandie, étude géographique Caen, Association des publications de la Faculté des lettres et sciences humaines de l'Université, 1967
- L'Europe et ses États : une géographie, avec Antoine Bailly, Paris, La Documentation française, 2001  (ISBN 2-11-004665-1)
- Ouvriers et ouvrières à Caen, avec Liliane Flabbée, Caen, Université de Caen, 1981
- Paysans de Normandie, Paris, Flammarion, 1981,  (ISBN 978-2-08-120070-8)
- Poitou, Vendée, Charentes, avec Roger Brunet, Paris, Larousse, 1972
- Portrait de la France : villes et régions, Paris, Flammarion, 2001  (ISBN 978-2-08-211576-6)
- Structures sociales et espace vécu dans le bocage normand, Caen, Université de Caen, 1977
- Territoires éducatifs et gouvernance : Colloque international, université Blaise Pascal, Clermont-Ferrand, 14-16 avril 2003, Clermont-Ferrand, CRDP d'Auvergne, 2003  (ISBN 2-86619-264-8)